# Avima chiguaraensis
Avima chiguaraensis is een hooiwagen uit de familie Agoristenidae.